# Титан IIIC
Titan IIIC — ракета-носитель космического назначения, использовавшаяся ВВС США. Предполагалось использование этой модификации в проектах Dyna Soar и Пилотируемой орбитальной лаборатории. Ракета-носитель могла выводить несколько спутников в одном пуске.

## История
Семейство ракет Титан берёт своё начало с 1955 года, когда была создана баллистическая ракета Титан-1, являвшаяся «страховкой» на случай проблем с программой «Атлас» (в силу специфических конструктивных решений, например «надувных» баков и сбрасываемых двигателей). Следующим поколением этого семейства стал Titan II GLV, который визуально был похож на своего прародителя, но имел намного большую полезную нагрузку. В 1961 году началась разработка новой ракеты, которая первый раз взлетела в 1965 году. После долгих лет успешной эксплуатации последняя ракета данного типа была запущена в 1982 году. На смену ей пришла ракета Титан-IV.

## Конструкция
Титан III являлся самой большой ракетой, которая не выводила в космос пилотируемые корабли и использовалась ВВС США, пока в 1988 году не был разработан Титан-IV. Эта ракета имела много вариантов компоновки, так, например, она могла запускаться на низкую орбиту без верхней ступени, или наоборот, с разгонным блоком, для вывода полезной нагрузки на отлётную орбиту.
Изначально ракета была двухступенчатой, при необходимости на неё устанавливался разгонный блок Transtage. На обеих ступенях использовалось высококипящее топливо. Разгонный блок также использовал высококипящие компоненты, поэтому полезная ПН ракеты ниже, чем при использовании РБ Центавр, который использует криогенное топливо.